# 202 km (rejon dubrowski)
202 km (ros. 202 км) – przystanek kolejowy w pobliżu miejscowości Gołubieja, w rejonie dubrowskim, w obwodzie briańskim, w Rosji. Położony jest na linii Briańsk – Smoleńsk.